# Damião de Góis

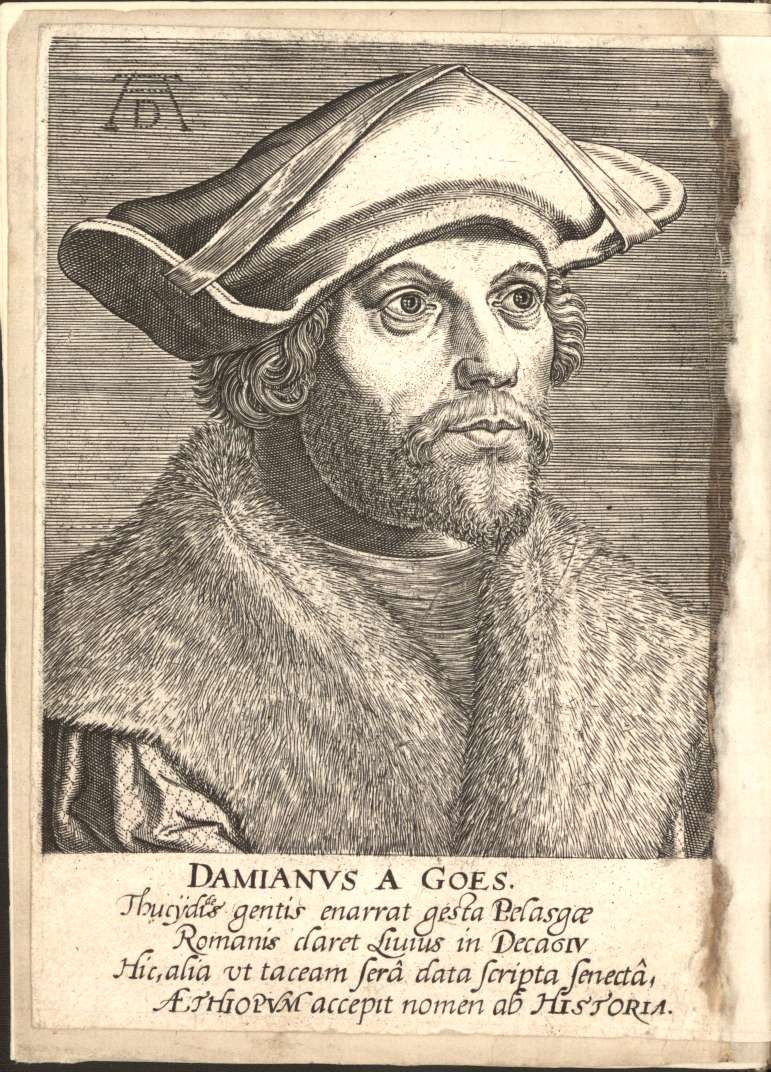
Damião de Góis em desenho de Albrecht Dürer, Galeria Albertina, Viena.

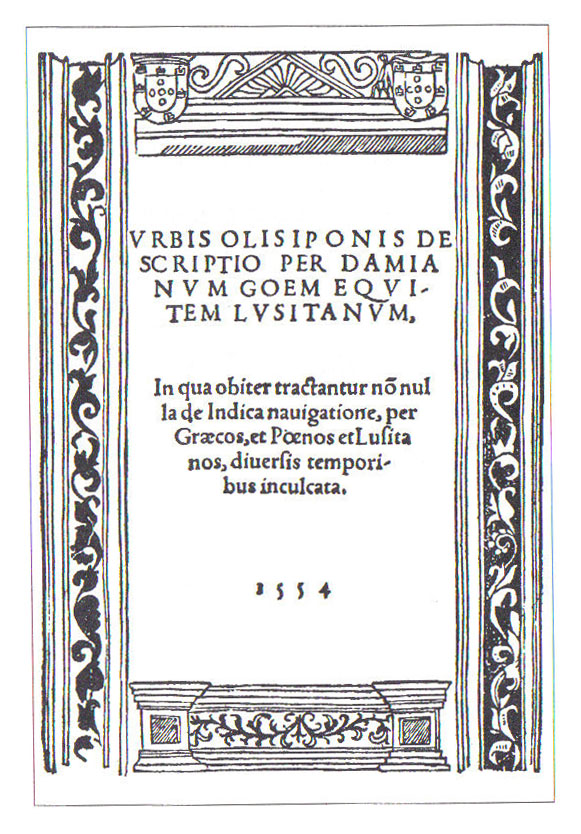
Página de rosto da obra Urbis Olisiponis descriptio (1554).

Damião de Góis (Alenquer, 2 de fevereiro de 1502 – Alenquer, 30 de janeiro de 1574), historiador e humanista, epistológrafo, viajante, diplomata e alto funcionário régio, foi figura ímpar e uma das personalidades mais relevantes do Renascimento em Portugal. De cultura enciclopédica e dotado de um dos espíritos mais abertos e críticos da sua época, pode ser considerado como um verdadeiro traço de união entre Portugal e a Europa culta do século XVI. Foi hóspede de Erasmo de Roterdão e privou com humanistas como Glareanus, Veit Amerbach, Albrecht Dürer, Sebastian Münster, os cardeais Pietro Bembo e Jacopo Sadoleto e o historiador e geógrafo Giovàn Battista Ramùsio. Conheceu Inácio de Loyola. Frequentou a Universidade de Pádua, entre 1534 e 1539, e completou a sua formação no Colégio Trilingue da Universidade de Lovaina. Casou com Johanna van Hargen, de família abastada, filha de um conselheiro flamengo da corte de Carlos V do Sacro Império Romano-Germânico.

## Biografia
Nasceu na vila de Alenquer, presumivelmente na Quinta do Barreiro, no seio de uma família com ligações à melhor aristocracia portuguesa, filho do almoxarife Rui Dias de Góis, valido do Duque de Aveiro, e da sua quarta mulher Isabel Gomes de Limi, neta paterna de Nicolau de Limi, fidalgo flamengo que se estabelecera em Portugal.
Entrou em 1511, com apenas 9 anos de idade, como pajem de lança ao serviço no Paço, onde o seu meio-irmão Frutuoso de Goes já servia como camareiro. Cedo ganhou a amizade do jovem príncipe herdeiro, D. João, também nascido em 1502. Órfão de pai em 1513, em 1518 recebeu moradia como moço de câmara de D. Manuel I. 
Em consequência, a sua formação foi feita na corte de D. Manuel I, na qual, ao longo dos 10 anos de serviço, contactou com Cataldo Sículo, que terá influenciado a sua propensão para o estudo do latim e dos clássicos greco-latinos, e conheceu as principais personalidades da política e cultura portuguesas do tempo. Nesses anos formativos, conviveu com matemáticos, músicos, poetas e navegadores e conheceu de perto os principais personagens do seu tempo.
Após o falecimento de D. Manuel I, ocorrido a 13 de dezembro de 1521, o novo monarca, D. João III, enviou-o em 1523, com 20 anos de idade, para ocupar o lugar de secretário da Feitoria Portuguesa de Antuérpia, quando Rui Fernandes de Almada foi nomeado feitor. Esta nomeação foi aparentemente feita em atenção à sua ascendência flamenga e ao seu domínio da língua latina, ao tempo a língua da diplomacia e dos contactos internacionais.
Colocado em Antuérpia, então um dos centros do movimento humanista europeu, nos anos seguintes servio nas partes da Alemanha, Flandres, Barbante e Holanda em negócios de muita importância onde foi tão quisto e aceito que o tinham todos por seu natural.
Ao serviço da coroa portuguesa, entre 1528 e 1531 efectuou várias missões diplomáticas e comerciais na Europa. Após ter visitado a Inglaterra em 1528, numa dessas missões, realizada em 1529, viajou pela região do Báltico, visitando Danzig e os confins do Grão-Ducado da Lituânia, tendo no regresso passado por Poznań e visitado demoradamente a Corte de Cracóvia, onde consta deu a provar, pela primeira vez, o açúcar. Nesta missão actuou como embaixador especial junto da Coroa da Polónia, tendo como objectivo tratar do casamento do infante português D. Luís de Portugal, Duque de Beja, com a princesa Jadwiga Jagiellonka, filha de Sigismundo I da Polónia, casamento que não se chegou a efectuar. Outra missão, realizada em 1531, levou-o à corte do rei Frederico I da Dinamarca, de onde seguiu para a Polónia, visitando no caminho Lübeck e Wittenberg, cidade onde se avistou com Martin Luther e Philipp Melanchthon.
Em 1532 matriculou-se na Universidade de Lovaina e traduziu para latim o livro da embaixada do Imperador da Etiópia a D. Manuel I, que publicou com o título Legatio Magni Indorum Imperatoris Presbyteri Joannis ad Emanuelem Lusitaniae Regem in 1513. Nesse mesmo ano visitou Friburgo, cidade onde conheceu Desidério Erasmo, mais conhecido por Erasmo de Roterdam, e Basileia onde se encontrou com Sebastian Münster, matemático, professor de hebreu e conhecido luterano, e com Simon Grynaeus, teólogo e filósofo alemão.
Em 1533, estando em Paris, onde conviveu com o frade franciscano frei Roque de Almeida, também de ideias suspeitas para o tempo, foi chamado a Lisboa por D. João III, que o convidou para tesoureiro da Casa da Índia. Damião de Góis não aceitou o cargo e nesse ano foi em peregrinação a Santiago de Compostela, abandonando o serviço oficial.
Em 1534, livre do serviço real, partiu para Estrasburgo e depois para Basileia, e dedicou-se a tempo inteiro aos estudos, em particular ao aprofundamento dos ideais humanistas. Mudou-se nesse ano para Friburgo na Brisgóvia, onde partilhou casa com o humanista holandês Erasmo de Roterdão, de quem foi amigo próximo, que o guiou nos estudos e influenciou nos escritos. Neste período manteve um grave conflito com o jesuíta português Simão Rodrigues, que suspeitava que Góis estaria mais próximo das visões heréticas dos humanistas do que da sã doutrina católica.
Nos anos seguintes seguiu para a Universidade de Pádua (Università degli Studi di Padova), que frequentou entre 1534 e 1538. A sua permanência em Itália permitiu que conhecesse os humanistas italianos Pietro Bembo, um futuro cardeal, e Lazzaro Buonamico, que figuravam entre os seus amigos. Também conheceu Jacopo Sadoleto, outro influente humanista e bispo, defensor da conciliação com as facções mais moderadas da Reforma. Para além de contactar com as grandes figuras do humanismo do seu tempo, visitou Veneza, Roma e a Itália de norte a sul.
Também conheceu Inácio de Loyola, que foi propositadamente de Veneza a Pádua para se desculpar do comportamento desrespeitoso de Simão Rodrigues para com Damião de Goes, ficando ele e os companheiros hospedados na sua casa.
Terminados os estudos em Pádua, em 1538 fixou-se em Lovaina (Leuven), cidade cuja universidade era um dos principais centros de conhecimento da Europa. Nesse mesmo ano, com autorização do rei D. João III, casou com Johanna van Hargen (por vezes referida por Joana de Argem), nascida por volta de 1515 em 's-Gravenzande (Holanda), com quem viveu até ela falecer em 1569.
O casal permaneceu em Lovaina durante seis anos, onde entre 1539 e 1542, com o perfeito domínio da língua latina, publica vários opúsculos de temática humanista e historiográfica, entre os quais Commentarii rerum gestarum in India (1539) e Fides, religio moresque Aethioporum sub imperio Preciosi Joanni (1540).
Versátil e culto, tornou-se escritor, músico, compositor, colecionador de arte e mecenas. Entre as obras por si coleccionadas é frequentemente atribuído o tríptico de As Tentações de Santo Antão, do pintor holandês Hieronymus Bosch.
Tendo participado activamente na defesa da cidade de Lovaina, em 1542 Damião de Góis foi feito prisioneiro durante a invasão francesa da Flandres. Após um ano de cativeiro em França, às ordens do rei Francisco I de França, foi libertado em 1544 por intervenção de D. João III de Portugal.
Nesse ano de 1544 voltou para Lovaina onde publica Aliquot Opuscula (Damiani a Goes equitis Lusitani Aliquot opuscula…).
O imperador Carlos V do Sacro Império Romano-Germânico, ao tempo senhor das Dezassete Províncias, para manifestar o seu reconhecimento pelos serviços prestados, elevou-o a fidalgo de cota de armas da Flandres, honra que lhe foi confirmada por el-rei D. Sebastião de Portugal.
As suas obras humanistas e historiográficas tiveram ampla aceitação entre a intelectualidade europeia do seu tempo, sendo editadas em várias cidades europeias, o que lhes conferiu ampla difusão. Contudo, as sua visão humanista e, em particular, os seus contactos com reformadores e intelectuais considerados heréticos, levantaram profunda suspeição junto do clero português, que não aceitou os seus escritos.
Em 1545 a convite do rei D. João III, mudou-se para Portugal com a família, ao tempo a mulher e três filhos, para ser mestre do príncipe D. João. Contudo, apesar de ter regressado aureolado de prestígio pelas amizades que contraíra na Europa e da evidente protecção régia, ainda assim foram-lhe movidos dois processos no Tribunal do Santo Ofício, o primeiro dos quais, logo em 1545, ao ser acusado de heterodoxia e denunciado à Inquisição pelo seu antigo companheiro de estudos, o padre Simão Rodrigues, ao tempo o preceptor do príncipe herdeiro D. João e pouco depois nomeado por Inácio de Loyola como primeiro provincial da Província Portuguesa.
Beneficiando da protecção de D. João III, os processos da Inquisição foram arquivados e em 1546 publicou em Lisboa a obra Urbis Lovaniensis obsidio (Damiani Gois Equitis Lusitani Vrbis Louaniensis Obsidio).
A 3 de junho de 1548 foi nomeado guarda-mor interino da Torre do Tombo, a substituir Fernão de Pina, ao tempo a contas com o Santo Ofício. Inicialmente exercendo a título interino, acabou por permanecer no cargo até 1571, tendo sido o 11.° guarda-mor dos arquivos reais da Torre do Tombo.
Em 1554 publicou, em Évora, a obra Urbis Olisiponensis Descriptio (Vrbis Olisiponis Descriptio per Damianum Goem Equitem Lusitanum…). 
Em 1558 foi escolhido pelo cardeal-infante D. Henrique, talvez por ter vivido na corte naquele período, para escrever a crónica oficial do reinado de D. Manuel I de Portugal. Tendo à sua disposição as fontes documentais do arquivo régio, Damião de Góis deu início à sua obra de cronista, completando o trabalho em 1565. Em 1566 saíram a primeira e segunda partes da Crónica do Felícissimo Rei D. Manuel (Chronica do Felicissimo Rei Dom Emanuel…),  obra que apesar do rigor historiográfico, levantou os protestos de algumas famílias nobres que se julgaram diminuídas pela narração do autor. No ano seguinte, quando saíram as terceira e quarta partes, foi reimpressa a primeira parte da Crónica, com alterações que marcam a vitória dos cortesãos sobre o cronista. Nesse mesmo ano de 1567 foi impressa a Crónica do Príncipe Dom João (Chronica do Principe D. Joam, rey que foy destes reynos, segundo do nome, …).
O seu trabalho historiográfico, acrescendo ao que escrevera e defendera anteriormente, trouxe-lhe novos problemas com a Inquisição e com algumas famílias nobres. Como consequência, em abril de 1571 Damião de Góis voltou a cair nas garras do Santo Ofício (Inquisição). Agora sem a protecção real, abandonado pelo cardeal-regente, foi preso, sujeito a processo e em outubro de 1572 condenado a cárcere perpétuo como hereje, luterano, pertinaz e negativo. Transferido para o Mosteiro da Batalha, esteve preso de Abril de 1571 a Dezembro de 1572, em condições particularmente duras, sendo-lhe confiscados todos os bens.
Com 69 anos de idade, prisioneiro, sente-se muito velho e doente, tão cheio de feridas e sarna por todo o corpo que me falta pouco para me julgarem leproso e quase não tenho já forças para me suster sobre as pernas. No silêncio e incomunicabilidade escreve: peço-lhes que me mandem emprestar um livro em latim para ler, qual lhes parecer, porque estou apodrecendo de ociosidade e com o ler se me passam muitos pensamentos.
Finalmente, muito doente, coberto de sarna, em meados de 1573 foi libertado e autorizado a recolher-se à sua casa de Alenquer. Aí, abandonado pela sua família, apareceu morto, com suspeitas de assassinato, em 30 de Janeiro de 1574, sendo enterrado na igreja de Santa Maria da Várzea, da mesma vila, que mandara restaurar em 1560 e onde adquirira o direito de ser enterrado na capela-mor.
Em 1940, devido a ruína, a capela que inclui o túmulo de Damião de Góis e de sua mulher, Joana van Hargen, foi trasladada para a Igreja de São Pedro de Alenquer, onde se encontra classificado como monumento nacional desde 1910. Nas paredes laterais foi inserida a pedra com as armas de Damião de Góis, dadas pelo imperador Carlos V, as de Joana van Hargen, e o curioso epitáfio tumular de Damião de Góis, escrito pelo próprio em 1560, cerca de quinze anos antes da morte, com o busto e o texto em latim: «Deo optimo. Damianus Goes eques Lusitanus / Olim fui. Europam Universam rebus / Agendis peragravi. Martis varios casus / Laboresque subivi Musae. Principes doctique / Viri Merito me amarunt. Modo alanokercae / Ubis natus sum hoc Sepulchro condor / Donec pulverem hunc / Excitet dies illa / Obiit anno salutis 1560», epitáfio que se traduz por «Ao maior e óptimo Deus. Damião de Goes, cavaleiro lusitano fui em tempos; corri toda a Europa em negócios públicos; sofri vários trabalhos de Marte; as musas, os príncipes e os varões doutos amaram-me com razão; descanso neste túmulo em Alenquer, aonde nasci, até que aquele dia acorde estas cinzas.»
A Igreja de Santa Maria da Várzea foi entretanto recuperada, por iniciativa do Município de Alenquer, albergando na actualidade o Museu de Damião de Goes e das Vítimas da Inquisição. Naquele museu está patente uma exposição permanente sobre a vida e obra de Damião de Góis.
A variedade dos talentos de Damião de Góis levou a que também fosse amador de pintura, coleccionador de arte e que cultivasse a música tendo deixado algumas composições de natureza religiosa e profana. Daqui o poder afirmar-se que Damião de Góis foi uma figura ímpar do renascimento português, como historiador e humanista, viajante e epistológrafo, diplomata e funcionário régio. Contudo, apesar da sua superior craveira, da sua sólida formação clássica e tendência cosmopolita, Damião de Góis não encontrou no ambiente português as condições para desenvolver o seu ideal de vida, acabando vilipendiado e depois esquecido por vários séculos.

## Obras
As suas maiores obras em latim e em português são históricas. Incluem a Crónica do Felicíssimo Rei Dom Emanuel (quatro partes, 1566–67) e a Crónica do Príncipe Dom João (1567). Ao contrário do seu contemporâneo João de Barros, manteve uma posição neutra nas suas crónicas sobre o rei D. Manuel I e o príncipe Dom João, depois D. João II de Portugal. As suas principais obras são:
- Legatio Magni Indorum Imperatoris Presbyteri Ioannis … (Antuérpia 1532; nova ed. in: Elizabeth B. Blackburn, "The Legacy of ‘Prester John’", Moreana 4, 1967, 37–98)
- Ecclesiastes de Salamam, com algũas annotações neçessarias (Veneza, 1538; nova ed. de T. F. Earle, O Livro de Eclesiastes, Lisboa, 2002)
- Livro de Marco Tullio Ciçeram chamado Catam maior, ou da velhiçe, dedicado a Tito Pomponio Attico (Venezia, 1538)
- Fides, religio, moresque Aethiopum … (Lovanii 1540; Parisiis ²1541; tr. alemã: Siegbert Uhlig und Gernot Bühring: Damian de Góis' Schrift über Glaube und Sitten der Äthiopier. Wiesbaden: Harrassowitz, 1994. Aethiopistische Forschungen; Bd. 39. ISBN 3-447-03512-9)
- Deploratio Lappianae gentis (Lovanii 1540)
- Urbis Olisiponis descriptio (Évora, 1554; Frankfurt, 1603; Coimbra, 1791; tr. inglês New York, 1996)
- Crónica do Felicíssimo Rei D. Manuel (Lisboa 1566–1567; ²1619; Coimbra 1926)
- Crónica do Principe D. João (Lisboa, 1567; nova ed. de Graça Almeida Rodrigues, Lisboa, 1977)
- As cartas latinas de Damião de Góis, ed. Amadeu Torres, in Noese e crise na epistolografia latina goisiana (Paris, 1982)

- Partituras gratuitas de Damião de Góis na CPDL, a Biblioteca Coral de Domínio Público

## Representações na cultura
- É figura central do "Melodias estranhas", ópera de câmara de 2001, por António Chagas Rosa com libreto de Gerrit Komrij, com trechos em português e holandês. Conta três episódios da vida de Damião de Góis, retratando-o junto de Erasmo. Na última parte da ópera, é retratada a sua prisão, que na representação foca como motivo a escrita de música inapropriada, polifónica, com um consequente assassinato.[16][17]